# Emmanuel Mayonnade
Emmanuel Mayonnade (* 12. Juni 1983) ist ein französischer Handballtrainer. Er wurde zum Frauen-Welttrainer des Jahres 2019 gewählt.

## Karriere
Mayonnade trainierte ab dem Jahre 2006 den französischen Erstligisten Mios-Biganos. Unter seiner Leitung gewann Mios-Biganos 2009 den französischen Pokal sowie 2011 den EHF Challenge Cup. Im Jahre 2014 fusionierte Mios-Biganos mit CA Béglais zu Union Bègles Bordeaux-Mios Biganos (kurz UMB-B), dessen Traineramt er innehatte. UMB-B gewann während seiner Amtszeit 2015 den EHF Challenge Cup. Nachdem UMB-B am Jahresende 2015 Insolvenz anmelden musste, übernahm Mayonnade den vakanten Trainerposten vom französischen Erstligisten Metz Handball. Metz gewann bislang 2016, 2017, 2018, 2019, 2022, 2023, 2024 und 2025 die französische Meisterschaft sowie 2017, 2019, 2022, 2023, 2024 und 2025 den französischen Pokal. Im Februar 2019 übernahm er zusätzlich das Traineramt der niederländischen Nationalmannschaft. Unter seiner Leitung gewann die Niederlande bei der Weltmeisterschaft 2019 den WM-Titel. Im September 2021 erklärte er seinen Rücktritt vom Traineramt.